# Wilhelm Seelmann
Wilhelm Emil Seelmann-Eggebert (* 20. Januar 1849 in Oschersleben; † 5. Mai 1940 in Berlin) war ein deutscher Bibliothekar, Philologe und Germanist.

## Leben
Wilhelm Seelmann[-Eggebert] wurde am 20. Januar 1849 als Sohn des Lohgerbermeisters Gotthelf Seelmann-Eggebert und dessen Ehefrau Rosina Dorothea, geb. Thormeyer, in Oschersleben geboren und war der ältere Bruder des Philologen Emil Paul Seelmann-Eggebert (* 25. Januar 1859; † 30. November 1915). Er besuchte bis 1862 die Volksschule in Oschersleben und danach das Gymnasium in Quedlinburg. Nach dem Abitur 1871 nahm Seelmann-Eggebert bis 1874 das Studium der Klassischen und Germanischen Philologie an der Universität Berlin auf. 1875 promovierte er an der Universität Halle.

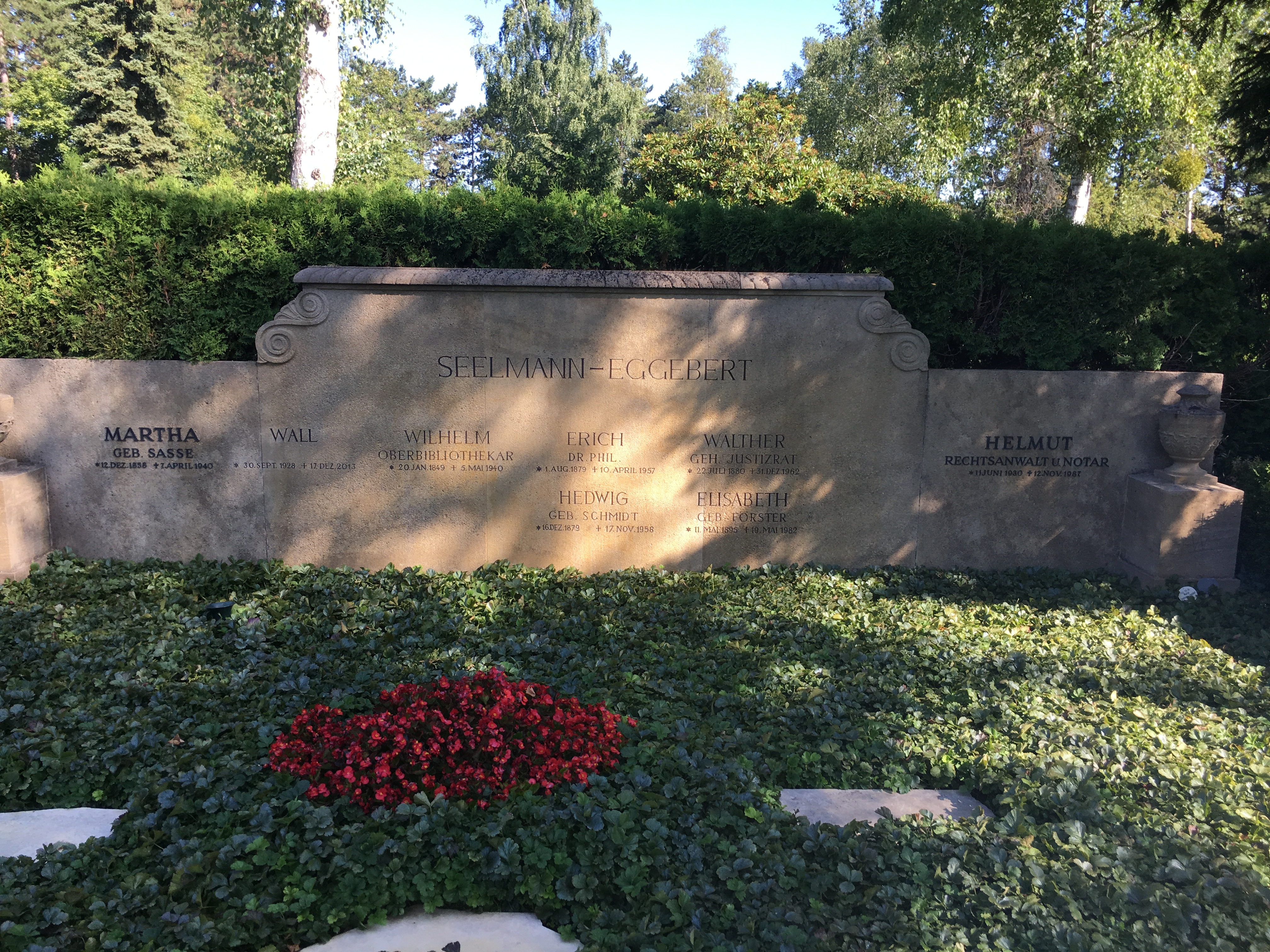
Familiengrabstätte Seelmann-Eggebert

Von 1874 an war Wilhelm Seelmann als Bibliothekar an der Universitätsbibliothek Berlin und von 1901 als Oberbibliothekar an der Preußischen Staatsbibliothek tätig. 1920 trat er in den Ruhestand. Seine letzte Ruhestätte fand Seelmann auf dem Berliner Friedhof Zehlendorf (Grablage 019-88).

### Forschung
Wilhelm Seelmann wandte sich neben seiner beruflichen Tätigkeit besonders der Erforschung der mittel- und neuniederdeutschen Mundarten zu. Er war bestrebt, die erzielten Ergebnisse für Forschungen auf dem Gebiet der deutschen Altertumskunde und der vergleichenden Literaturgeschichte nutzbar zu machen. 1877 trat Wilhelm Seelmann-Eggebert dem Verein für niederdeutsche Sprachforschung bei und war von 1907 bis 1908 und 1910 bis 1923 dessen Vorsitzender. 1884 bis 1924 redigierte der Philologe das Jahrbuch für niederdeutsche Sprachforschung und gab den Deutschen Universitäts-Kalender (1873–1877), die Jahresberichte über die Erscheinungen auf dem Gebiete der germanischen Philologie (Jahrgänge 1879–1881, 1892–1903), sowie die Jahrgänge 1905–1920 zur Niederdeutschen, die Jahrgänge 1879–1881 und 1892–1898 zur Niederländischen und die Jahrgänge 1896–98 zur Deutschen Mundartenforschung heraus. Wilhelm Seelmann-Eggebert begründete die Reihe Drucke des Vereins für niederdeutsche Sprachforschung, in der er zahlreiche ältere mittelniederdeutsche Dichtungen herausgab und publizierte mit Ernst Brandes und Conrad Borchling 1905 bis 1906 eine siebenbändige Ausgabe der Werke Fritz Reuters. Er veröffentlichte zudem in Buchform und in Zeitschriften zahlreiche sprachwissenschaftliche Arbeiten und machte sich um die niederdeutsche Sprache und Literatur sehr verdient. Der Philologe und Germanist erhielt 1940 die Goethe-Medaille für Kunst und Wissenschaft.

## Schriften
- Gerhard von Minden, 1878
- Valentin und Namelos, 1884
- Mittelniederdeutsche Fastnachtsspiele, 1885
- Niederdeutsche Reimbüchlein, 1885
- Nordthüringen. Zur Geschichte der deutschen Volksstämme Norddeutschlands und Dänemarks im Altertum und Mittelalter, 1887
- Die Totentänze des Mittelalters. Untersuchungen nebst Litteratur- und Denkmälerübersicht, 1893; auch In: Niederdeutsches Jahrbuch. Band 17 (1891), S. 1–80.
- (mit Johannes Bolte): Niederdeutsche Schauspiele älterer Zeit, 1895
- Die plattdeutsche Litteratur des 19. Jahrhunderts. In: Jahrbuch für niederdeutsche Sprachforschung. Band 22 (1897); ebd. Band 28 (1902); ebd. Band 41 (1915)
- Niederdeutsche Ergebnisse der germanistischen Wissenschaft, 1902
- Reuter-Forschungen, 1910
- Die ältesten Flußnamen des Harzes. In: Zeitschrift für Ortsnamenkunde, 1935, S. 11 f.